# PKB Korporacija Belgrade
PKB Korporacija Belgrade (code BELEX : PKBK) est une entreprise serbe qui a son siège à Padinska Skela, dans la municipalité de Palilula et sur le territoire de la Ville de Belgrade, en Serbie. Elle travaille dans le secteur agroalimentaire.

## Historique
La société a été admise sur le marché non réglementé de la Bourse de Belgrade le 18 novembre 2009.

## Activités
Entre autres, PKB Korporacija produit chaque année 125 000 t de betteraves sucrières, 120 000 t de maïs ensilage, 28 000 t de blé, 25 000 t de maïs grain et 20 000 t de luzerne ; la société gère également environ 30 000 têtes de bétail, dont 22 000 bovins, 6 000 porcs et 2 000 ovins ; elle produit chaque jour en moyenne 180 000 litres de lait, couvrant ainsi 53 % de la consommation de Belgrade.

## Données boursières
Le 9 août 2013, l'action de PKB Korporacija valait 2 001 RSD (17,57 EUR). Elle a connu son cours le plus élevé, soit 2 800 RSD (24,59 EUR), le 8 juillet 2013 et son cours le plus bas, soit 1 085 RSD (9,53 EUR), le 20 mars 2013.
Le capital de PKB Korporacija est détenu à hauteur de 99,54 % par la Ville de Belgrade.